# Linda Chisholm
Linda Chisholm (* 21. Dezember 1957 in Northridge, Kalifornien) ist eine ehemalige US-amerikanische Volleyball- und Beachvolleyballspielerin.

## Karriere
Chisholm spielte zunächst an der Birmingham High School in Los Angeles Volleyball und Softball. Von 1975 bis 1977 gehörte sie dem Volleyball-Team des College of the Canyons in Valencia an und spielte von 1977 bis 1981 für die Pepperdine University in Malibu. Mit der US-amerikanischen Nationalmannschaft wurde sie 1982 Dritte bei der Weltmeisterschaft in Peru und 1983 Zweite bei den Panamerikanischen Spielen in Caracas. 1984 gewann Chisholm mit der Nationalmannschaft bei den Olympischen Spielen in Los Angeles die Silbermedaille.
Von 1986 bis 1994 spielte Chisholm professionell Beachvolleyball auf der nationalen WPVA-Serie und war hier mit verschiedenen Partnerinnen 39 mal siegreich. Später trat Chisholm auch international an und wurde bei der FIVB World Tour 1992 mit Angela Rock im spanischen Almería Zweite und 1993 mit Liz Masakayan in Rio de Janeiro Vierte. Bei der Weltmeisterschaft 1997 in Los Angeles trat sie mit Debra Richardson an und belegte Platz 17.
Nach ihren aktiven Zeit war Chisholm Volleyball-Trainerin an der Immaculate Heart High School in Los Angeles.